# N'Goutjina
N’Goutjina est une localité et une commune rurale du Mali de l'arrondissement central de Koutiala, située dans le cercle de Koutiala et la région de Koutiala. 

## Géographie
La localité est située à 11 km de la ville de Koutiala. 

## Villages
Elle compte huit villages qui sont Welenguena1, Welenguena2, Sanga, Kokouna, Belesso, Farakala, Finkoloni et le chef-lieu N'Gountjina.
La commune s'étend sur 9 localités relevées lors du recensement général de 2009. 
Les villages les plus peuplés sont :
- Sanga (5 337 habitants)
- Welenguena 1 (3 698 habitants)
- N'Goutjina (3 372 habitants)